# Brandon (Mississippi)
Brandon is een plaats (city) in de Amerikaanse staat Mississippi, en valt bestuurlijk gezien onder Rankin County.

## Demografie
Bij de volkstelling in 2000 werd het aantal inwoners vastgesteld op 16.436.
In 2006 is het aantal inwoners door het United States Census Bureau geschat op 20.096, een stijging van 3660 (22,3%).

## Geografie
Volgens het United States Census Bureau beslaat de plaats een oppervlakte van
55,3 km², waarvan 55,1 km² land en 0,2 km² water. Brandon ligt op ongeveer 117 m boven zeeniveau.

## Plaatsen in de nabije omgeving
De onderstaande figuur toont nabijgelegen plaatsen in een straal van 20 km rond Brandon.

## Geboren
- Justin Mapp (18 oktober 1984), voetballer